# Kungsleden
A trilha de Kungsleden (em português: Caminho real;  PRONÚNCIA) é um percurso pedestre na província histórica sueca da Lapónia, com cerca de 450 km. Atravessa uma região de altas montanhas (fjäll), indo da cidade de Abisko, no norte,  até à localidade de Hemavan, no sul. Passa por Kebnekaise, Parque Nacional de Sarek e Kvikkjokk.